# Fumana laevipes
Fumana laevipes là một loài thực vật có hoa trong họ Nham mân khôi. Loài này được (L.) Spach mô tả khoa học đầu tiên năm 1836.